# Dundalk Football Club
Maillots
Actualités
Dundalk Football Club (en irlandais : Cumann Peile Dhún Dealgan) est un club de football irlandais participant au Championnat d'Irlande de football en Premier Division, la première division nationale. Le club est basé à Dundalk dans le Comté de Louth.
Fondé en 1903, Dundalk FC est le deuxième club irlandais le plus titré du pays derrière les Shamrock Rovers. Les couleurs traditionnelles de Dundalk sont le noir et le blanc. Dundalk joue ses matchs à domicile dans le stade d’Oriel Park qui a une capacité d’accueil de 6 000 places.
Le club a comme principal rival son voisin du Comté de Louth, le Drogheda United, qui possède une équipe professionnelle depuis 1975.
Le club réussit pour la première fois entre 2014 et 2016 à être champion d'Irlande trois années consécutivement. Il se hisse en 2016 en phase de poule de la Ligue Europa.

## Histoire
La toute première mention dans la presse d’une organisation du football dans la ville de Dundalk apparait le 17 décembre 1892 dans le journal Dundalk Democrat. Il s’agit d'un article à propos d'un match s'étant déroulé neuf jours plus tôt joué par un club dénommé Dundalk contre Institution 2nd XI. Dundalk l'emporte 1 but à 0. Le football s’est développé progressivement dans la ville profitant de sa place stratégique sur la ligne de chemin de fer entre Dublin et Belfast et de son activité portuaire. Affilié à la Leinster Football Association avant le début du XXe siècle, une équipe de Dundalk communément appelée les Rovers participe au championnat du Leinster à partir de la saison 1900-1901. Les Rovers, principal club de la ville, continue d’exister jusqu’à la Première Guerre mondiale.
Parallèlement aux Rovers d’autres clubs commencent à se faire connaitre dans Dundalk. Un en particulier, le Great Northern Railway Association Club, autrement connu comme le Dundalk GNR, fondé en septembre 1903, a donné naissance au moderne Dundalk Football Club. Le Dundalk GNR était basé aux Athletic Grounds et participait au championnat du Dundalk and District League de 1905 à 1914. Avant 1919 on ne sait que peu de choses de ce championnat car la couverture médiatique de l’épreuve n’était que très parcellaire. Dundalk GNR participait en même temps au championnat de la Newry League. Mais la partition de l'Irlande lui fait abandonner cette compétition.
Dundalk GNR ne participe pas à la création du nouveau championnat de l'État Libre d'Irlande qui deviendra par la suite le championnat d'Irlande de football. Celui-ci ne concerne que des clubs situés dans l’agglomération de Dublin. Tout cela accélère le développement du championnat du Leinster, la Leinster Senior League. Comme celui-ci n’est maintenant réservé qu'à des clubs non dublinois, Dundalk GNR s'y inscrit pour la saison 1922-1923. Son premier match de championnat a lieu le 7 octobre 1922 contre Inchicore United et se solde par une défaite 2 buts à 1. Toutefois Dundalk remporte le championnat dès la première année et termine à la troisième place la deuxième saison. Tout est alors réuni pour que Dundalk demande à participer au championnat d’Irlande. Il est choisi par la fédération irlandaise de football au détriment des Pioneers FC et devant le Bendigo FC et Drumcondra FC qui sont pourtant arrivé devant lui au championnat du Leinster lors de la dernière année. En quatre saisons donc, Dundalk GNR est donc passé de la Dundalk and District League, à la Leinster Senior League puis au championnat d’Irlande. Ils semblent prêts à s’établir dans l’élite irlandaise aux côtés de grands clubs comme Shelbourne FC, Bohemian FC et Shamrock Rovers. Le club, toujours connu sous le nom de Dundalk GNR et portant ses couleurs d’avant guerre, le noir et l’ambre, voyage donc jusqu’à Cork pour rencontrer le Fordsons FC pour leur premier match de championnat le 21 août 1926. Le match se conclut par une défaite 2 buts à 1.
En 1930, le club est renommé Dundalk Football Club. Il est le premier club provincial à remporter le championnat en 1932-1933.
Dundalk FC est aujourd’hui un des quatre clubs qui a passé le plus de saisons (74) en première division irlandaise. Seuls les Bohemian FC (88), Shamrock Rovers (86) et Shelbourne FC (84) ont fait mieux que lui.
Le club s’est installé dans son stade actuel, Oriel Park, en 1936. Dans les années 1970 et 1980, le club a réussi à rester invaincu à domicile en coupes d'Europe tout en jouant contre des clubs renommés comme PSV Eindhoven, Hajduk Split, Celtic FC, FC Porto et Tottenham Hotspur. Avec cinquante trophées comprenant neuf titres de champions, le club est aujourd’hui un des plus titrés d’Irlande.
Depuis 1999, en relation avec le club de Belfast Linfield FC, Dundalk est engagé dans un programme de paix et de réconciliation, le Dunfield Project. Son objet est, en prenant le football comme vecteur de rapprochement, de faciliter les contacts et le rapprochement des jeunes des communautés de Belfast et de Dundalk.
En 2002, le club remporte pour la neuvième fois la Coupe d'Irlande. Le club fonctionne comme une coopérative avec des équipes participant à tous les niveaux de compétition depuis les catégories de jeunes et  comporte aussi une équipe féminine de football. En 2006 Dundalk est racheté par un entrepreneur local, Gerry Mathews. Le club célèbre devant 3 000 personnes réunies à Oriel Park, son 2000e match de championnat le 8 mars 2007.
Entre 2014 et 2019, le club remporte cinq des six éditions du championnat d'Irlande, et se qualifie par deux fois en phase de groupe de Ligue Europa.
Le 6 septembre 2024 le club de Dundalk FC annonce avoir été dans l'incapacité de payer les salaires de ses joueurs et du staff technique. L'avenir immédiat du club, y compris sa capacité à terminer la saison en cours est même questionné,. Dundalk a des dettes à hauteur de plus d'un million d'euros et son propriétaire, Brian Ainscough, cherche à revendre le club qu'il a repris en décembre de l'année dernière. La situation est suffisamment grave pour que les fans du club commence à se mobiliser pour récolter des fonds et sauver le club. Une première étape positive est franchie le 12 septembre avec le paiement de tous les salaires en retard. Face aux rumeurs annonçant la disparition pure et simple du club, ses dirigeants annoncent que la journée du 16 septembre sera « critique » pour l'avenir du club puisque des discussions sont engagées avec des investisseurs irlandais et internationaux.

## Couleurs et symboles
| Dundalk GNR · de 1903 à 1927 | Dundalk GNR · en 1927 |

|  |  |

Les couleurs traditionnelles de Dundalk sont le blanc figurant sur le maillot, d’où le club tire son surnom de Lillywhites, et le noir figurant sur le short. Cela n’a toutefois pas toujours été le cas. Quand il jouait sous les auspices de la Great Northern Railway, le club jouait avec un maillot portant des rayures verticales noires et ambre. En 1927, il adopte un maillot blanc avec un short bleu marine
Le logo du club représente trois martlets, la représentation stylisée en héraldique d’oiseaux, blancs sur fond rouge. C’est en fait l’adaptation de symboles présents sur le blason de la ville de Dundalk

## Stade
Dundalk FC a joué de 1903 à 1936 sur l’Athletic Grounds avant d’adopter Oriel Park comme terrain official. Oriel Par est localisé sur Carrick Road, face à la gare de Dundalk. Le record de spectateurs présents dans le stade est de 21 000 personnes. Il a été établi en 1979 à l’occasion d’un match de coupe d'Europe des clubs champions contre le géant écossais du Celtic FC. De nos jours, le stade est autorisé à accueillir un maximum de 6 000 personnes et ne contient que  1 600 places assises en tribune.
En février 2005, le club a annoncé la mise en place un programme de rénovation d’Oriel Park avec le développement de tribunes assises, la transformation des vestiaires et l’amélioration des conditions d’accueil du public (bar, restaurant) et la pose d’une pelouse artificielle avec une licence deux étoiles de l’UEFA. Dundalk est la première équipe irlandaise à développer ce type de projet. Au début de la saison 2007, un nouveau toit a été installé sur la tribune principale (Main Stand) et une terrasse couverte a été installée sur le côté opposé.

## Supporters
En plus des supporters officiels, regroupés sous la bannière du Dundalk FC Supporters Club, du Dublin DFC Supporters Club, Dundalk est aussi suivi par de petits groupes de supporters Ultra divisés en plusieurs entités, les Moudjahiddin, la Lillywhite Army et les D Shed Boys.

## Bilan sportif

### Palmarès
- Championnat d'Irlande (14)
  - Champion : 1933, 1963, 1967, 1976, 1979, 1982, 1988, 1991, 1995, 2014, 2015, 2016, 2018 et 2019

- Coupe d'Irlande (12)
  - Vainqueur : 1942, 1949, 1952, 1958, 1977, 1979, 1981, 1988, 2002, 2015, 2018, 2020
  - Finaliste : 1931, 1935, 1938, 1987, 1993, 2019

- Coupe de la Ligue d'Irlande (8)
  - Vainqueur : 1966-67, 1971-72, 1981, 1987, 1990, 2014 2017, 2019

- Coupe du Président (3)
  - Vainqueur : 2015, 2019 et 2021

- Coupe des champions
  - Vainqueur : 2019

- Top Four Cup
  - Vainqueur : 1963-64, 1966-67

- Leinster Senior Cup
  - Vainqueur : 1950-51, 1960-61, 1970-71, 1973-74, 1976-77, 1977-78

- LFA President's Cup
  - Vainqueur : 1930-31, 1951-52, 1963-64, 1964-65, 1979-80, 1980-81, 1981-82, 1988-89, 1989-90

- Dublin City Cup 
  - Vainqueur : 1937-38, 1942-43, 1948-49, 1967-68, 1968-69

- Dublin and Belfast Intercity Cup 
  - Vainqueur : 1942
  - Finaliste : 1949

### Bilan européen
Dundalk FC a eu une petite carrière en coupes d’Europe. Elle est, à l’échelle de l’historique des clubs irlandais au niveau européen, tout à fait respectable. Dundalk a été un des premiers clubs irlandais à se confronter aux clubs européens et la première équipe irlandaise à passer trois tours en Coupe d’Europe. En près de cinquante ans, Dundalk s’est frotté à quelques-uns des meilleurs clubs européens comme Liverpool FC, Celtic FC, Rangers FC, FC Porto, Tottenham Hotspur, PSV Eindhoven et Ajax Amsterdam.

#### Bilan
| Compétition                | P  | M  | V  | N  | D  | BP | BC  | Diff. |
| -------------------------- | -- | -- | -- | -- | -- | -- | --- | ----- |
| Ligue des champions (C1)   | 12 | 33 | 4  | 12 | 17 | 24 | 60  | -36   |
| Coupe des coupes (C2)      | 3  | 8  | 2  | 1  | 5  | 7  | 14  | -7    |
| Ligue Europa (C3)          | 10 | 37 | 9  | 5  | 23 | 34 | 73  | -39   |
| Ligue Conférence (C4)      | 3  | 10 | 4  | 4  | 2  | 18 | 13  | +5    |
| Coupe des villes de foires | 2  | 6  | 1  | 1  | 4  | 4  | 25  | -21   |
| Total                      | 30 | 94 | 20 | 22 | 52 | 86 | 185 | -99   |

#### Résultats
Légende
- Victoire ou qualification pour le tour suivant
- Match nul
- Défaite ou élimination de la compétition

Note : dans les résultats ci-dessous, le score du club est toujours donné en premier
| Saison    | Compétition                | Tour                | Club                     | Domicile | Extérieur | Total             |
| --------- | -------------------------- | ------------------- | ------------------------ | -------- | --------- | ----------------- |
| 1963-1964 | Coupe des clubs champions  | Tour préliminaire   | FC Zürich                | 0 - 3    | 2 - 1     | 2 - 4             |
| 1967-1968 | Coupe des clubs champions  | Seizièmes de finale | Vasas SC                 | 0 - 1    | 1 - 8     | 1 - 9             |
| 1968-1969 | Coupe des villes de foires | 32es de finale      | DOS Utrecht              | 2 - 1 ap | 1 - 1     | 3 - 2             |
| 1968-1969 | Coupe des villes de foires | Seizièmes de finale | Rangers FC               | 0 - 3    | 1 - 6     | 1 - 9             |
| 1969-1970 | Coupe des villes de foires | 32es de finale      | Liverpool FC             | 0 - 4    | 0 - 10    | 0 - 14            |
| 1976-1977 | Coupe des clubs champions  | Seizièmes de finale | PSV Eindhoven            | 1 - 1    | 0 - 6     | 1 - 7             |
| 1977-1978 | Coupe des coupes           | Seizièmes de finale | Hajduk Split             | 1 - 0    | 0 - 4     | 1 - 4             |
| 1979-1980 | Coupe des clubs champions  | Tour préliminaire   | Linfield FC              | 1 - 1    | 2 - 0     | 3 - 1             |
| 1979-1980 | Coupe des clubs champions  | Seizièmes de finale | Hibernians FC            | 2 - 0    | 0 - 1     | 2 - 1             |
| 1979-1980 | Coupe des clubs champions  | Huitièmes de finale | Celtic FC                | 0 - 0    | 2 - 3     | 2 - 3             |
| 1980-1981 | Coupe UEFA                 | 32es de finale      | FC Porto                 | 0 - 0    | 0 - 1     | 0 - 1             |
| 1981-1982 | Coupe des coupes           | Seizièmes de finale | Fram Reykjavik           | 4 - 0    | 1 - 2     | 5 - 2             |
| 1981-1982 | Coupe des coupes           | Huitièmes de finale | Tottenham Hotspur        | 1 - 1    | 0 - 1     | 1 - 2             |
| 1982-1983 | Coupe des clubs champions  | Seizièmes de finale | Liverpool FC             | 1 - 4    | 0 - 1     | 1 - 5             |
| 1987-1988 | Coupe des coupes           | Seizièmes de finale | Ajax Amsterdam           | 0 - 2    | 0 - 4     | 0 - 6             |
| 1988-1989 | Coupe des clubs champions  | Seizièmes de finale | Étoile rouge de Belgrade | 0 - 5    | 0 - 3     | 0 - 8             |
| 1989-1990 | Coupe UEFA                 | 32es de finale      | FC Wettingen             | 0 - 2    | 0 - 3     | 0 - 5             |
| 1991-1992 | Coupe des clubs champions  | Seizièmes de finale | Budapest Honvéd          | 0 - 2    | 1 - 1     | 1 - 3             |
| 1995-1996 | Coupe UEFA                 | Tour préliminaire   | Malmö FF                 | 0 - 2    | 0 - 2     | 0 - 4             |
| 2002-2003 | Coupe UEFA                 | Tour préliminaire   | NK Varteks               | 0 - 4    | 0 - 5     | 0 - 9             |
| 2010-2011 | Ligue Europa               | Premier tour Q      | CS Grevenmacher          | 2 - 1    | 3 - 3     | 5 - 4             |
| 2010-2011 | Ligue Europa               | Deuxième tour Q     | Levski Sofia             | 0 - 2    | 0 - 6     | 0 - 8             |
| 2014-2015 | Ligue Europa               | Premier tour Q      | AS Jeunesse d'Esch       | 3 - 1    | 2 - 0     | 5 - 1             |
| 2014-2015 | Ligue Europa               | Deuxième tour Q     | Hajduk Split             | 0 - 2    | 2 - 1     | 2 - 3             |
| 2015-2016 | Ligue des champions        | Deuxième tour Q     | BATE Borisov             | 0 - 0    | 1 - 2     | 1 - 2             |
| 2016-2017 | Ligue des champions        | Deuxième tour Q     | FH Hafnarfjörður         | 1 - 1    | 2 - 2     | 3E - 3            |
| 2016-2017 | Ligue des champions        | Troisième tour Q    | BATE Borisov             | 3 - 0    | 0 - 1     | 3 - 1             |
| 2016-2017 | Ligue des champions        | Barrages Q          | Legia Varsovie           | 0 - 2    | 1 - 1     | 1 - 3             |
| 2016-2017 | Ligue Europa               | Groupe D            | Zénith Saint-Pétersbourg | 1 - 2    | 1 - 2     | Troisième         |
| 2016-2017 | Ligue Europa               | Groupe D            | AZ Alkmaar               | 0 - 1    | 1 - 1     | Troisième         |
| 2016-2017 | Ligue Europa               | Groupe D            | Maccabi Tel-Aviv         | 1 - 0    | 1 - 2     | Troisième         |
| 2017-2018 | Ligue des champions        | Deuxième tour Q     | Rosenborg BK             | 1 - 1    | 1 - 2     | 2 - 3             |
| 2018-2019 | Ligue Europa               | Premier tour Q      | Levadia Tallinn          | 2 - 1    | 1 - 0     | 3 - 1             |
| 2018-2019 | Ligue Europa               | Deuxième tour Q     | AEK Larnaca              | 0 - 0    | 0 - 4     | 0 - 4             |
| 2019-2020 | Ligue des champions        | Deuxième tour Q     | Riga FC                  | 0 - 0    | 0 - 0 ap  | 0 - 0 (5 - 4 tab) |
| 2019-2020 | Ligue des champions        | Troisième tour Q    | Qarabağ FK               | 1 - 1    | 0 - 3     | 1 - 4             |
| 2019-2020 | Ligue Europa               | Barrages Q          | Slovan Bratislava        | 1 - 3    | 0 - 1     | 0 - 4             |
| 2020-2021 | Ligue des champions        | Premier tour Q      | NK Celje                 | N/A      | 0 - 3     | 0 - 3             |
| 2020-2021 | Ligue Europa               | Deuxième tour Q     | Inter Club d'Escaldes    | N/A      | 1 - 0     | 1 - 0             |
| 2020-2021 | Ligue Europa               | Troisième tour Q    | Sheriff Tiraspol         | N/A      | 1 - 1 ap  | 1 - 1 (5 - 3 tab) |
| 2020-2021 | Ligue Europa               | Barrages Q          | KÍ Klaksvík              | 3 - 1    | N/A       | 3 - 1             |
| 2020-2021 | Ligue Europa               | Groupe B            | Arsenal FC               | 2 - 4    | 0 - 3     | Quatrième         |
| 2020-2021 | Ligue Europa               | Groupe B            | Rapid Vienne             | 1 - 3    | 3 - 4     | Quatrième         |
| 2020-2021 | Ligue Europa               | Groupe B            | Molde FK                 | 1 - 2    | 1 - 3     | Quatrième         |
| 2021-2022 | Ligue Europa Conférence    | Premier tour Q      | Newtown AFC              | 4 - 0    | 1 - 0     | 5 - 0             |
| 2021-2022 | Ligue Europa Conférence    | Deuxième tour Q     | Levadia Tallinn          | 2 - 2    | 2 - 1     | 4 - 3             |
| 2021-2022 | Ligue Europa Conférence    | Troisième tour Q    | Vitesse Arnhem           | 1 - 2    | 2 - 2     | 3 - 4             |
| 2023-2024 | Ligue Europa Conférence    | Premier tour Q      | Bruno's Magpies          | 3 - 1    | 0 - 0     | 3 - 1             |
| 2023-2024 | Ligue Europa Conférence    | Deuxième tour Q     | KA Akureyri              | 2 - 2    | 1 - 3     | 3 - 5             |

### Records
- Premier club Irlandais à gagner un match à l'extérieur dans un tournoi européen (1-2 contre FC Zurich)
- Le plus grand nombre de matchs joués  pour le club : Tommy McConville , 580
- Le plus grand nombre de buts marqués pour le club : Joey Donnelly 173
- Le plus grand nombre de buts marqués pour le club en une seule saison : Joe Sayers, 43 en 1935-36
- La plus grande victoire :
  - 9-0 contre  Jacobs en 1932 (à domicile)
  - 9-0 contre Shelbourne FC en 1980 (à domicile)
- La plus grande défaite
  - 1-9 contre Limerick en 1944 (à l’extérieur)
  - 10-0 contre Liverpool en 1969 (à l'extérieur)

## Joueurs et managers

### Liste des managers
| #  | Nom               | Période   |
| -- | ----------------- | --------- |
| 1  | Joe McCleery      | ?-?       |
| 2  | Harry Beadles     | 1929-1930 |
| 3  | Jack Barker       | 1947      |
| 4  | Ned Weir          | 1948-1950 |
| 5  | Con Martin        | 1959-1960 |
| 6  | Gerry Doyle       | 1965-1966 |
| 7  | Alan Fox          | ?-?       |
| 8  | Liam Tuohy        | 1969-1972 |
| 9  | Fran Brennan      | 1973      |
| 10 | John Smith        | 1973-1974 |
| 11 | Jim McLaughlin    | 1974-1983 |
| 12 | John Dempsey      | 1983-1984 |
| 13 | Turlough O'Connor | 1985-1994 |
| 14 | Dermot Keely      | 1994-1996 |
| 15 | John Hewitt (en)  | 1996-1997 |

| #  | Nom                | Période    |
| -- | ------------------ | ---------- |
| 16 | Eddie May          | 1997       |
| 17 | Martin Murray      | 2000-2002  |
| 18 | Trevor Anderson    | 2002-2004  |
| 19 | Jim Gannon         | 2004-2005  |
| 20 | John Gill          | 2005-2008  |
| 21 | Sean Connor        | 2008-2009  |
| 22 | Ian Foster         | 2009-2011  |
| 23 | Sean McCaffrey     | 2012       |
| 24 | Kierans (interim)  | 2012       |
| 25 | Stephen Kenny      | 2012-2018  |
| 26 | Vinny Perth        | 2018-2020  |
| 27 | Filippo Giovagnoli | 2020       |
| 28 | Shane Keegan       | ma/av 2021 |
| 29 | Jim Magilton       | 2021       |
| 30 | Vinnie Perth       | 2021       |

| #  | Nom               | Période       |
| -- | ----------------- | ------------- |
| 31 | Stephen O'Donnell | 2021-2024     |
| 32 | Noel King         | avr-mai 2024  |
| 33 | Jon Daly          | mai-nov. 2024 |
| 34 | Ciarán Kilduff    | 2025-         |

## Sponsors et équipementiers

### Sponsors
| Années       | Sponsor                      |
| ------------ | ---------------------------- |
| 1980-1984    | National Aluminium           |
| 1984–1987    | Symingtons (Eros Sportswear) |
| 1987–2002    | Harp Lager                   |
| 2002-2003    | Dundalk Cabs                 |
| 2004         | Oscars                       |
| 2004         | Carnbeg                      |
| 2005         | Park Inn                     |
| 2006-2009    | IJM                          |
| 2009         | ShopDundalk                  |
| 2010-2011    | Fastfix                      |
| 2012-présent | Fyffes                       |

### Équipementiers
| Years        | Équipementier   |
| ------------ | --------------- |
| 198X         | Eros Sportswear |
| 1988-199X    | Union Sport     |
| 199X-2004    | O'Neills        |
| 2005         | Erreà           |
| 2006         | Diadora         |
| 2007-2015    | Umbro           |
| 2015-présent | CX+ SPORT       |